# Musée de Ouadane
Le musée de Ouadane est un musée local à Ouadane en Mauritanie. Il est situé dans la vieille ville du site du patrimoine mondial de Ouadane, dans un bâtiment appelé Maison des Armes.

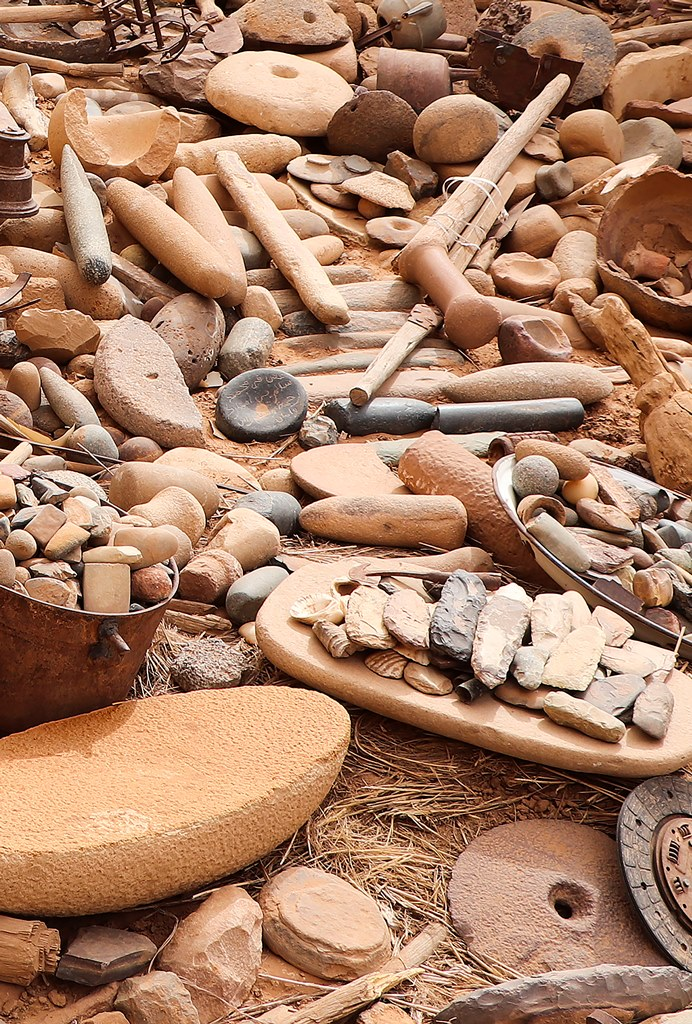
Des lithophones en forme de cylindre et des meules du Néolithique

## Histoire
Le musée est géré par la Fondation Abidine Sidi pour la culture, le savoir et la protection du patrimoine Ouadane. Aujourd'hui, le musée est en désordre[réf. nécessaire].

## Collections
On y trouve toutes sortes d’objets du Néolithique à la période coloniale, avec des matériaux lithiques, des céramiques, des manuscrits et des cartes en arabe, des éléments ethnographiques, ainsi que des roquettes tirées sur la ville de Ouadane pendant la guerre du Sahara occidental.